# 14. srednjebosanska brigada (NOVJ)
Za druge 14. brigade glejte 14. brigada.
14. srednjebosanska brigada je bila brigada v sestavi Narodnoosvobodilne vojske in partizanskih odredov Jugoslavije in ki je delovala med drugo svetovno vojno na področju Kraljevine Jugoslavije.

## Organizacija
- štab
- 3x bataljon